# Cesare Speciano

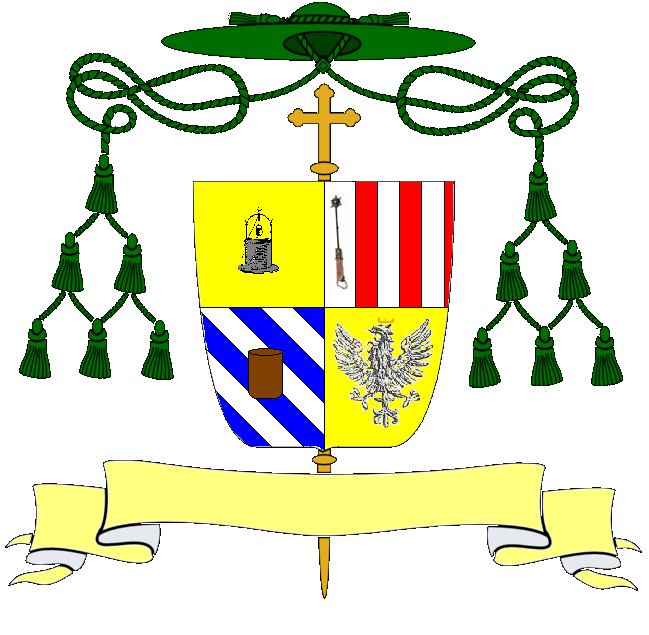
Bischofswappen von Cesare Speciano (schematische Darstellung)

Cesare Speciano (oder Speciani) (* 1. September 1539 in Cremona; † 21. August 1607 ebendort) war ein italienischer katholischer Bischof, Bischof von Novara und Cremona.

## Leben
Cesare Speciano war der Sohn von Giovanni Battista Speciano, Hauptmann der Mailänder Miliz[1] an der Porta Nuova.
Sein älterer Bruder war Francesco Speciani, ebenfalls Geistlicher und Kommendatarabt.
1567 wurde er zum Priester für die Erzdiözese Mailand geweiht und erhielt er als Angehöriger der Adelsfamilie Speciani, nach dem Verzicht seines Bruders, ein festes Einkommen in der Kommendatarabtei San Pietro all'Olmo. Hier gab er den Auftrag für den Bau des Glockenturms.
Nach einem Aufenthalt in Rom als Sekretär der Kongregation der Bischöfe und Regularen (1577), wurde er am 28. November 1584 zum Bischof von Novara ernannt. Dieser pastoralen Berufung folgte eine diplomatische mit der Ernennung zum apostolischen Nuntius in Spanien, am Hof Philipps II., wo er sich von 1586 bis 1588 für die Förderung der vom Konzil von Trient beschlossenen Reformen einsetzte. Auch in der Diözese Novara versuchte er die Dekrete des Trientiner Konzils umzusetzen, die sich insbesondere mit der Disziplin, Erziehung und Moral des Klerus befassten, der sich um die Seelen kümmern musste. Er versuchte, den in der Diözese vorhandenen Aberglauben auszurotten, und erließ zu diesem Zweck am 9. Mai 1590 das Edikt De superstitionis evitandis, das auch Auskunft über die bis dahin verbreiteten Glaubensvorstellungen und Mythen gibt. Während seines Aufenthalts in Novara machte er eine Pastoralreise und hielt 1590 eine Synode ab (veröffentlicht 1591). Ihm verdanken wir die Vergrößerung des bischöflichen Palastes und den neuen Chor der Kathedrale.
Am 30. Januar 1591 durch den Willen von Papst Clemens VIII. an den Stuhl von Cremona versetzt. Von 1592 bis 1598 war er wieder an der diplomatischen Front als apostolischer Nuntius bei Rudolf II. in Prag tätig. Zurück in seiner Diözese Cremona konnte er 1599 und 1603 zwei Synoden abhalten. Im Jahre 1600 gründete er dort das Jesuitenkolleg, dem er sein Vermögen für den Bau des Kollegs und der Kirche der Heiligen Marcellino e Pietro vermachte.
1602 betraute ihn Kaiser Rudolf II. mit der heiklen Aufgabe eines Vermittlers in der langwierigen Affäre um die Nachfolge des kaiserlichen Lehens Castel Goffredo, in der sich nach der Ermordung von Rodolfo Gonzaga der Herzog von Mantua Vincenzo I. Gonzaga und sein Cousin Francesco Gonzaga, Markgraf von Castiglione, vor dem kaiserlichen Hof gegenüberstanden. Der Vorschlag sah eine Abtretung der Festung Castel Goffredo zu Gunsten Mantuas gegen den Tausch der Ländereien von Medole zu Gunsten Francesco Gonzagas vor. Der Bischof rief die Parteien vor den Gouverneur von Mailand, Pedro Henriquez de Acevedo, der das Abkommen am 20. Juni 1602 unterzeichnete.

## Werke
- Proposizioni morali e civili, a cura di N. Mosconi, Brescia 1961.